# جبال ألبرز

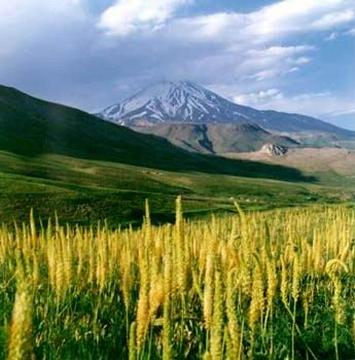
قمة دماوند (أعلى قمة في جبال البرز).

جبال ألبرز (بالفارسیة: رشته‌کوه البرز) هي سلسلة تمتد من جنوب جمهورية أذربيجان وتتجه على شكل شبه قوسي لتحاذي بحر قزوين من الجنوب وتترك بينها وبين
بحر قزوين سهلاً خصباً تتواجد فيه ثلاث محافظات إيرانية هي جيلان ومازندران وكلستان (محافظة) وتمتد السلسلة حتى أراضي جمهورية تركمانستان .
تقع مدينة طهران على السفوح الجنوبية لسلسلة جبال ألبرز مما يجعل شمال مدينة طهران ألطف مناخاً من جنوبها.

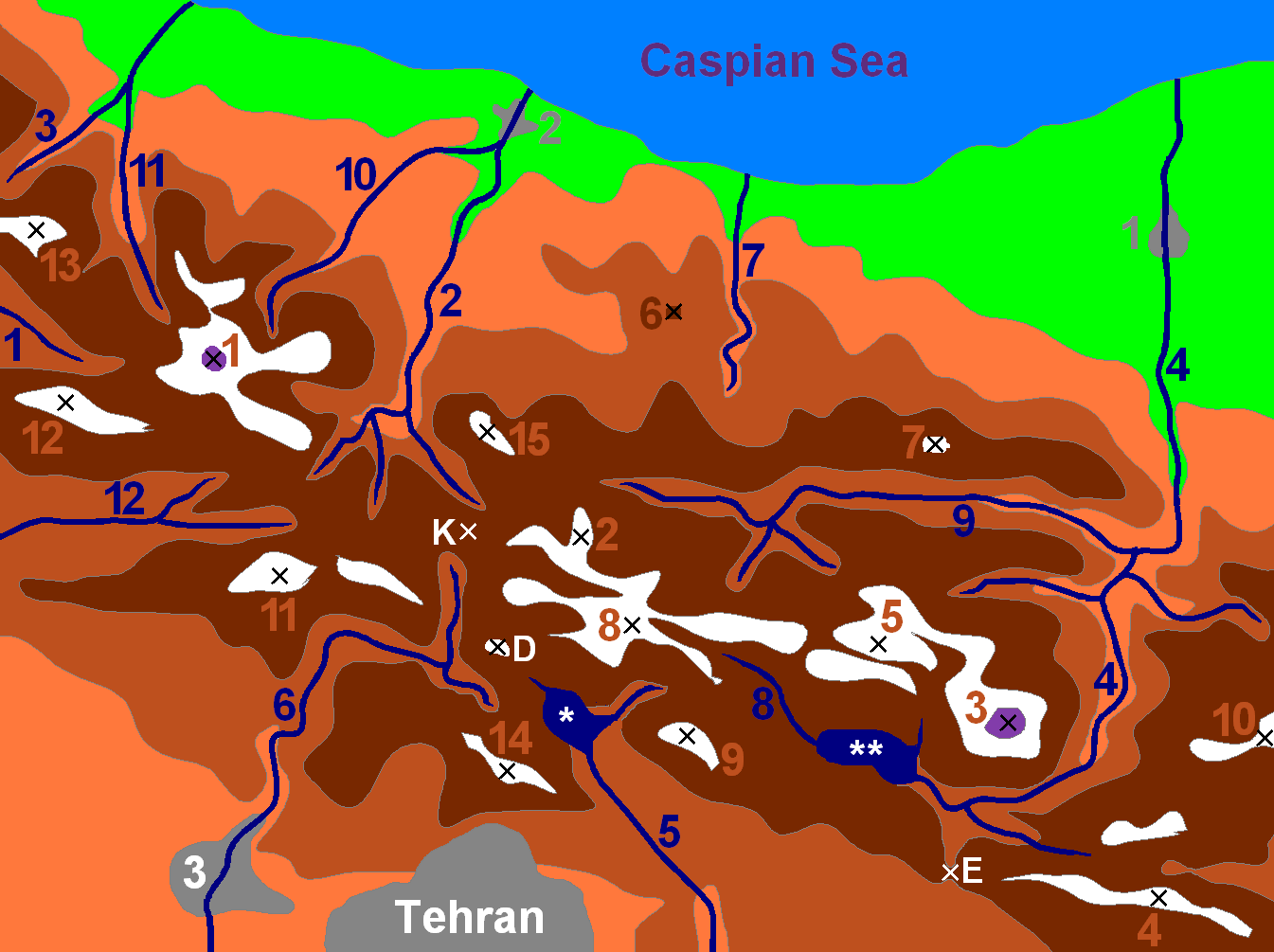
المقطع الأوسط من جبال ألبرز وتظهر جنوبه مدينة طهران